# Княжая (река, впадает в Ковдозеро)
Княжая — река в Мурманской области России. Протекает по территории Кандалакшского района. Впадает в озеро Ковдозеро. Длина реки составляет 12 км.
Высота устья — 37 м над уровнем моря.
Берёт начало в неименованном на картах озере на высоте свыше 110 м. Протекает по лесной, местами болотистой местности. На высоте 63,9 метров над уровнем моря проходит через небольшое озеро. Впадает в Ковдозеро (часть Ковдозерского водохранилища) в посёлке Зеленоборский (Лесобиржа). Через реку перекинуты железнодорожный и автомобильный (на трассе Кола) мосты. До создания Ковдозерского водохранилища река также впадала в Ковдозеро.

## Данные водного реестра
По данным государственного водного реестра России относится к Баренцево-Беломорскому бассейновому округу, водохозяйственный участок реки — Ковда от Иовского гидроузла и до устья. Речной бассейн реки — бассейны рек Кольского полуострова и Карелии.
Код объекта в государственном водном реестре — 02020000612102000001494.